# Апшеронская овца
Апшеронская овца (азерб. Abşeron qoyunu) — порода овец разводимых в Азербайджане.
Апшеронская овца
29 июня 2007 г. в Азербайджане путём селекции аборигенных пород была выведена апшеронская овца. Этой работой на протяжении многих лет занимался научный сотрудник Апшеронской опытной станции животноводства, кандидат сельскохозяйственных наук, селекционер Наджаф Наджафов.
С древних времён азербайджанский народ занимался созданием местных пород скота, которые приспособились ко всем требованиям природы данной местности.
В итоге долгих лет научной и селекционной работы Апшеронской опытной станции была выведена новая полугрубошерстная порода овец, названная апшеронской. Она была апробирована и выдержала жесткую конкуренцию среди других своих соплеменников. Работа началась ещё в далеком 1971 году, когда под угрозой полного вымирания находилась одна из аборигенных азербайджанских пород — Гала гойуну — и нужно было всеми силами постараться уберечь её, и ученые начали работу по восстановлению этой популяции. Апшеронская опытная станция в течение долгих девяти лет помогала «подняться на ноги» галинской овце. Тогда и были созданы большие стада в совхозах «Γобу» и «Зиря». Однако в ходе научно-исследовательских изысканий возникла необходимость усовершенствования этой породы. И вот уже с 1980 по 1995 год стали на базе гала гойуну создавать новую породу — aпшеронскую.

## Распространение
Были продуманы и утверждены перспективные планы разведения новой породы. За работу взялись совхозы «Гюздек» и «Гобу». Новая порода была создана, и более чем 21 тысяча голов овец были проданы в различные регионы страны: Губу, Хачмаз, Сальян, Ширван, Загатала. То есть можно сказать, что новая порода овец прижилась… Одинаково выдерживает знойное лето и холодную зиму. И, несмотря на все природные капризы, даёт хороший приплод.

## Характеристика породы[1]
Порода — обладательница самой лучшей шерсти для ковроткачества — длина шерсти 16-25 см.  Азербайджан издревле известен всему миру своими замечательными коврами, и выведение новой породы должно принести ещё большую популярность мастерам. Апшеронская порода является выгодной со всех сторон: дает мясо, шерсть, молоко. средний вес самцов-производителей 60-70 кг, а овец-маток 45-50 кг. С каждой такой овцы можно состричь около 3,5-4 кг шерсти. Средняя длина косицы шерсти у баранов составляет от 16 до 25 см, Толщина пуха составляет 38,016 мкм. Жирность молока овец в среднем 6,4 %. Апшеронская порода отличается величиной курдючного жира и жирностью молока, полученного от неё.